# Cruz de Einstein
La Cruz de Einstein o Q2237+030 o QSO 2237+0305 es un cuásar cuya luz ha sido curvada por la influencia gravitatoria de otros objetos masivos, creando el fenómeno conocido como lente gravitatoria. El cuásar se puede observar cuatro veces en una sola imagen debido a este fenómeno. Su nombre hace referencia a Albert Einstein, que predijo la capacidad de la gravedad para curvar la luz en su teoría de la relatividad general.
Según el desplazamiento hacia el rojo, el cuásar se encuentra a unos 8 mil millones de años luz de la Tierra. Se encuentra en la constelación del Pegaso, en las coordenadas 22h 40m 30.3s, +3° 21′ 31″.
En principio, la Cruz de Einstein (de magnitud 16.78 en banda V) es visible desde la Tierra, pero se necesita una noche extremadamente despejada y oscura, sin ningún tipo de contaminación lumínica, y con un telescopio con una apertura de 20 cm como mínimo utilizando una cámara CCD.

## Galería

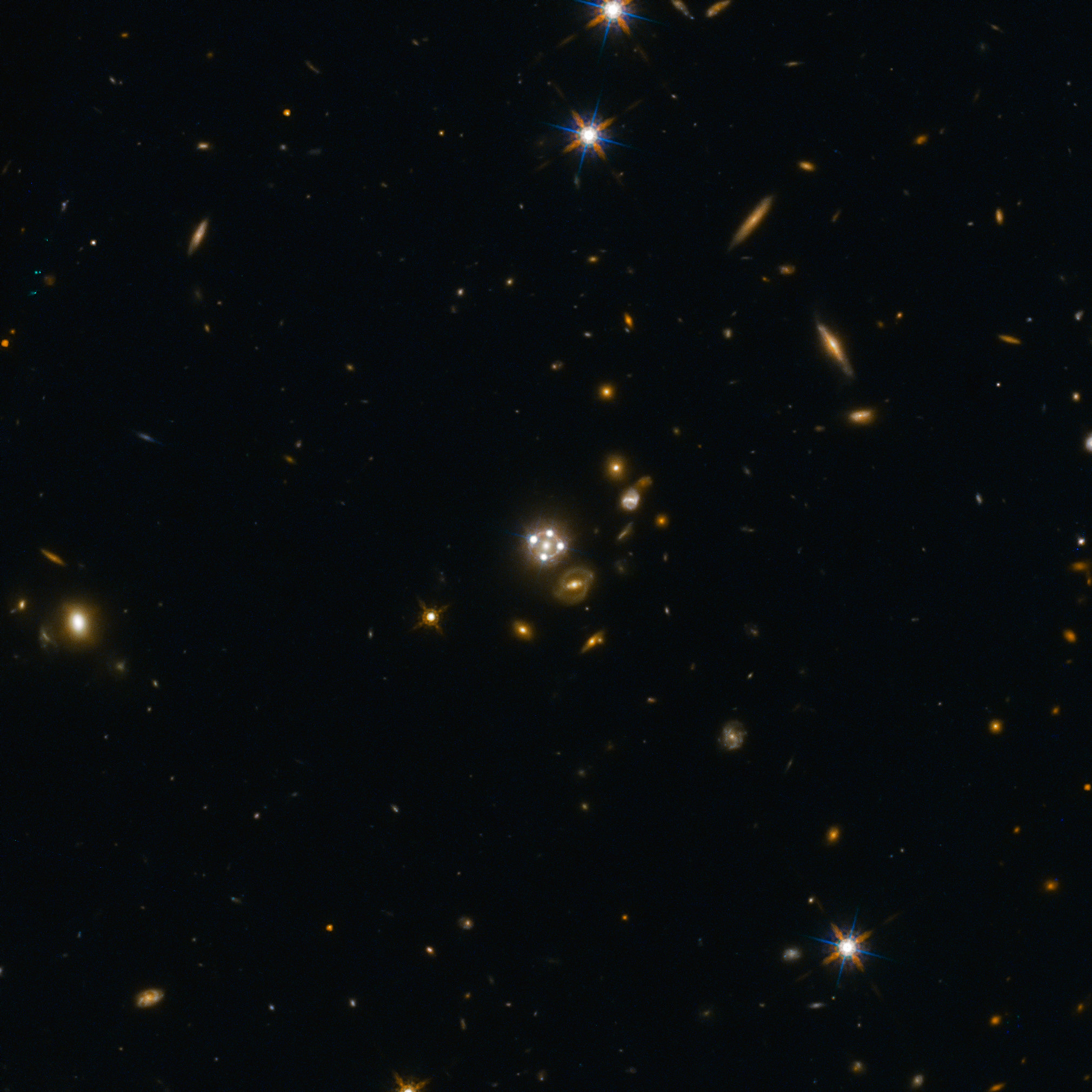
Quasar HE0435-1223 y su entorno.
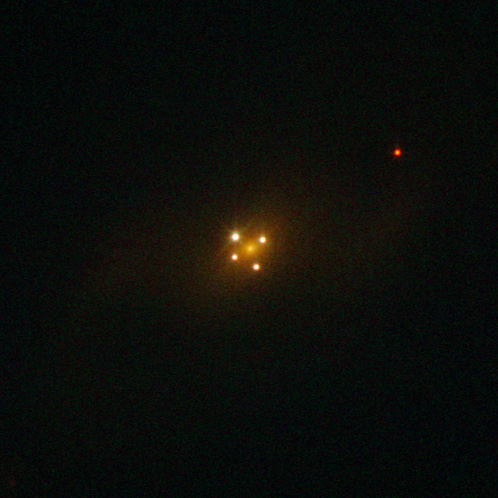
Foto de la Cruz de Einstein  fotografiada por el Telescopio espacial Hubble.